# Klasika Primavera 2014
La 60e édition de la Klasika Primavera a eu lieu le 13 avril 2014. La course fait partie du calendrier UCI Europe Tour 2014 en catégorie 1.1.

## Présentation

### Équipes
Classée en catégorie 1.1 de l'UCI Europe Tour, la Klasika Primavera est par conséquent ouverte aux UCI ProTeams dans la limite de 50 % des équipes participantes, aux équipes continentales professionnelles, aux équipes continentales et aux équipes nationales.
12 équipes participent à cette Klasika Primavera - 1 ProTeam, 1 équipe continentale professionnelle et 10 équipes continentales :
| Nom de l'équipe | Pays    | Code |
| --------------- | ------- | ---- |
| Movistar        | Espagne | MOV  |

| Nom de l'équipe        | Pays    | Code |
| ---------------------- | ------- | ---- |
| Caja Rural-Seguros RGA | Espagne | CJR  |

| Nom de l'équipe           | Pays        | Code |
| ------------------------- | ----------- | ---- |
| Burgos-BH                 | Espagne     | BUR  |
| Ecuador                   | Équateur    | ECU  |
| Efapel-Glassdrive         | Portugal    | EFG  |
| Euskadi                   | Espagne     | EUK  |
| Keith Mobel-Partizan      | Serbie      | KMP  |
| LBC-MVP Sports Foundation | Philippines | LBC  |
| Lokosphinx                | Russie      | LOK  |
| Louletano-Dunas Douradas  | Portugal    | LDD  |
| OFM-Quinta da Lixa        | Portugal    | OFM  |
| Rádio Popular             | Portugal    | BOA  |

## Classement final
|    | Coureur             | Pays     | Équipe                 |    | Temps           |
| -- | ------------------- | -------- | ---------------------- | -- | --------------- |
| 1  | Peio Bilbao         | Espagne  | Caja Rural-Seguros RGA | en | 3 h 57 min 31 s |
| 2  | Gorka Izagirre      | Espagne  | Movistar               | +  | 0 s             |
| 3  | David Belda         | Espagne  | Burgos-BH              |    | 10 s            |
| 4  | Eduard Prades       | Espagne  | OFM-Quinta da Lixa     |    | 53 s            |
| 5  | Miguel Mínguez      | Espagne  | Euskadi                |    | 53 s            |
| 6  | Arkimedes Arguelyes | Russie   | Lokosphinx             |    | 53 s            |
| 7  | Fernando Grijalba   | Espagne  | Caja Rural-Seguros RGA |    | 53 s            |
| 8  | Joni Brandão        | Portugal | Efapel-Glassdrive      |    | 53 s            |
| 9  | Amets Txurruka      | Espagne  | Caja Rural-Seguros RGA |    | 53 s            |
| 10 | Beñat Intxausti     | Espagne  | Movistar               |    | 53 s            |

## Liste des participants
- Liste de départ complète